# Cathédrale de Tous-les-Saints de Wakefield
Cette  cathédrale n’est pas la seule cathédrale de Tous-les-Saints.
La cathédrale de Tous-les-Saints de Wakefield (en anglais : Cathedral Church of All Saints) est une cathédrale de l'Église d'Angleterre et, depuis 2014, une des trois cocathédrales du diocèse anglican de Leeds, avec la cathédrale de Bradford et la cathédrale de Ripon. De 1888 à 2014, elle était la cathédrale du diocèse de Wakefield, avant de sa suppression.
La cathédrale possède la plus haute flèche du Yorkshire, et est le plus haut bâtiment de la ville de Wakefield.

## Source
- (en) Cet article est partiellement ou en totalité issu de l’article de Wikipédia en anglais intitulé « Wakefield Cathedral » (voir la liste des auteurs).